# Aarnout Marinus Snouck Hurgronje
Jhr. Aarnout Marinus Snouck Hurgronje ('s-Gravenhage, 24 september 1882 - aldaar, 26 maart 1951) was secretaris-generaal van het ministerie van Buitenlandse Zaken en secretaris-generaal van het Permanent Hof van Arbitrage.

## Biografie
Snouck Hurgronje werd geboren op 24 september 1882 in Den Haag als zoon van Willem Johan Snouck Hurgronje en Anne Boreel. Hij ging naar het gymnasium in zijn geboortestad. Vervolgens studeerde hij rechten aan de Universiteit Leiden. Aldaar promoveerde hij in 1907 op stellingen. Vervolgens kreeg hij een benoeming tot adjunct-commies bij de eerste afdeling van het Ministerie van Buitenlandse Zaken toebedeeld. Hij maakte meermaals promotie. Zo werd hij in 1913 benoemd tot chef van de onderafdeling B van de tweede afdeling. Vervolgens werd hij in 1918 benoemd tot chef van de directie van economische zaken. Zijn benoeming tot secretaris-generaal volgde in 1921. In de Eerste Wereldoorlog was hij de voorzitter van de commissie voor het handelsverkeer met het buitenland. In die hoedanigheid onderhandelde hij met de Britse en Duitse regering. Hij gold als de rechterhand van menig minister van Buitenlandse Zaken en mocht belangrijke onderhandelingen uitvoeren. Zoals voor Herman van Karnebeek met een Russische delegatie te Berlijn in 1924. Er werd in 1937 een naar hem genoemd plan ingediend in Brussel dat de Franse, Duitse en Britse regering tegenover elkaar zou binden de onschendbaarheid van zowel het Belgisch als het Nederlands grondgebied te erkennen. Dit plan liep op niets uit.  
Toen in 1940 de Tweede Wereldoorlog Nederland bereikte wachtte Snouck Hurgronje een zware taak. De ministers waren naar Londen gevlucht en hij was in die tijd voorzitter van het college van secretarissen-generaal. Dit hield in dat hij de bemiddelaar was tussen het Reichskommissariat en het Nederlandse ambtenarenapparaat. Hij wenste een loyale samenwerking met het Reichskommissariat maar zonder dat dit een schending van het volkenrecht zou opleveren. Hij trad op  29 juli 1941 af als secretaris-generaal. De directe aanleiding was het oprichten van een Nederlands legioen voor de Waffen-SS, bestaande uit vrijwilligers met als doel om aan het front in Rusland te vechten.
Na het eind van de Tweede Wereldoorlog werd hij opnieuw secretaris-generaal van het Ministerie van Buitenlandse zaken. Hij vervulde deze functie tot 1 januari 1948. Van 1 januari 1948 tot 26 maart 1951 was hij de secretaris-generaal van het Permanent Hof van Arbitrage. 
Snouck Hurgronje was een fervent amateurgolfer. Hij werd kampioen internationaal amateurgolf in 1904, 1914 en 1918. Ook is hij voorzitter van het Nederlands Golfcomité geweest. Hij trouwde in 1911 met jkvr. Henriette van Tets (1888-1956).
Hij overleed op 26 maart 1951 in Den Haag op achtenzestigjarige leeftijd.